# Nederlandse Opbouwdienst
De Nederlandse Opbouwdienst (N.O.D.) werd op 15 juli 1940 door de toenmalige - door de Duitsers aangestuurde - overheid opgericht. Het betrof een overgangsorganisatie ter ontmanteling van het Nederlandse leger in bezettings- en/of crisistijd. De genoemde dienst moest een verdere stijging van het werkloosheidspercentage - te weten het uitvloeisel van de ontslagen binnen defensie - voorkomen. Het beleid was een voortzetting van een eerder werkverschaffingsbeleid.

## Hoe politiek neutraal?
De Opbouwdienst was - schijnbaar - politiek neutraal. Het was althans verboden, tijdens de diensttijd lid te zijn van een politieke partij of organisatie. De vraag blijft echter of deze stellingname ook zal hebben gegolden voor NSB'ers. Naar zal blijken speelde destijds bij de oprichting van de Opbouwdienst vooral het eigenbelang van de bezetters een betekenisvolle rol. In principe zou het moeten gaan over de afvloeiing van militair personeel waarna een opvang van hen in een nog op te richten Opbouwdienst zou volgen.

## De belangen van de bezetter
De doelstelling werd in een - naar men mag aannemen geciteerd - schrijven van de Nederlandse Opperbevelhebber van de Land- en Zeemacht, de generaal H.G. Winkelman, dd. 26 juni 1940 aldus geformuleerd:
De O.D. wordt slechts ingesteld om een uitbreiding van de werkeloosheid in ons land te voorkomen. Deze dienst is niet van duurzame aard: zij die er thans in worden betrokken, zullen geleidelijk naar de vrije arbeid worden overgebracht (...)

## 'Te stellen regelen'
Het venijn zat echter in de staart van het schrijven want het citaat vervolgde:
(...) eventueel op grond van de door de Ned. Regeering te stellen regelen nader worden bestemd.
Hier werd namelijk al - ongenoemd - gerefereerd aan de snel verschijnende opvolger van de Opbouwdienst; die zou namelijk een op te richten Nederlandsche Arbeidsdienst gaan worden. Een dergelijk orgaan bestond al in Duitsland, de Reichsarbeitsdienst.

## Kader
De staf van de Opbouwdienst ging zetelen in Den Haag. De Dienst zou vier zogenaamde Opbouwdistricten gaan tellen, gevestigd in Den Haag (District I), Amsterdam (District II), Utrecht (District III) en Arnhem (District IV). Elk zou zijn opgebouwd uit twintig zogenaamde Opbouwkorpsen. Zo'n korps zou op zijn beurt worden gevormd door vier Opbouwafdelingen die elk zouden gaan bestaan uit 200 man. De Opbouwdienst zou dus een personele omvang hebben van omstreeks 64 000 man. Een Opbouwafdeling zou bestaan uit vier Groepen van elk vier Ploegen.
Werd een afgezwaaide militair binnen de N.O.D. eerst nog aangeduid als 'Soldaat', later werd hij bestempeld als 'Werker'. De Nederlandse majoor Jaap Breunese, bekend als marsleider van de Nijmeegse Vierdaagse, werd de Commandant van de Opbouwdienst. Hij zou vervolgens later de functie van Commandant van de Nederlandse Arbeidsdienst gaan bekleden. Op 1 augustus 1941 zou hij zijn ontslag indienen vanwege een meningsverschil met de op de achtergrond overheersende Duitse bezetters.

## Spoedig einde
In een brief van 1 oktober 1940 werd door de Duitse Rijkscommissaris Arthur Seyss-Inquart reeds voor de zojuist genoemde maand het einde van de Opbouwdienst aangekondigd. Dit hield in de terugbrenging van de personeelssterkte van de Opbouwdienst naar 20 000 man. Dit getal van 20 000 man zouden worden gevormd door ± 1 000 officieren (inclusie vaandrigs en kornets), ± 2 000 onderofficieren en ± 17 000 korporaals en manschappen. Voor de overigen zou een ontslag gaan gelden.
Men dacht deze te kunnen onderbrengen bij de Dienst Luchtbescherming ± 10 000 man, bij Politie en Brandweer ± 1 500 man, bij de Organisation Todt ± 5 000 man en bij de SS Standarte Westland ± 200 officieren, ± 500 onderofficieren en ± 3 000 manschappen. De opsteller(s) van deze aantallen suggereerde(n) voorts dat een - nog niet genoemd - aantal mannen ter 'Kolonisatie in Frankrijk' kon worden tewerkgesteld. Als Nederlandsche Arbeidsdienst vloeide op 15 oktober 1940 de Nederlandse Opbouwdienst met de eerstgenoemde dienst samen.